# Derris montana
Derris montana är en ärtväxtart som beskrevs av George Bentham. Derris montana ingår i släktet Derris och familjen ärtväxter. Inga underarter finns listade i Catalogue of Life.